# Teologia katafatyczna
Teologia katafatyczna (gr. (Καταφασις, καταφατικος katafatika - twierdzący, pozytywny, afirmacja) - , nazywana też Teologią pozytywną.
Nurt teologii oparty na założeniu, że człowiek jest w stanie pozytywnie wypowiadać się "jaki Bóg jest". Teologia katafatyczna jest przeciwieństwem teologii apofatycznej.